# Antinomia
Uma antinomia é uma afirmação simultânea de duas proposições (teses, sentenças etc.) contraditórias entre si. A antinomia no campo do Direito recebe o nome de antinomia jurídica.
As antinomias também aparecem na matemática, principalmente nas áreas de lógica e teoria dos conjuntos. As antinomias tiveram um papel central nos trabalhos científicos na área de matemática do início do século XX, principalmente nas tentativas de Georg Cantor de definir a teoria dos conjuntos, no projeto de David Hilbert de formalizar a matemática e nos trabalhos de Kurt Gödel e Alan Turing sobre a incompletude dos sistemas formais.